# Печера № 1
Печера № 1 — геологічна пам'ятка природи місцевого значення. Об'єкт розташований на території Старобешівського району Донецької області, на північ від села Стила.
Площа — 0,5 га, статус отриманий у 1984 році.